# Unbemanntes Feuerschiff

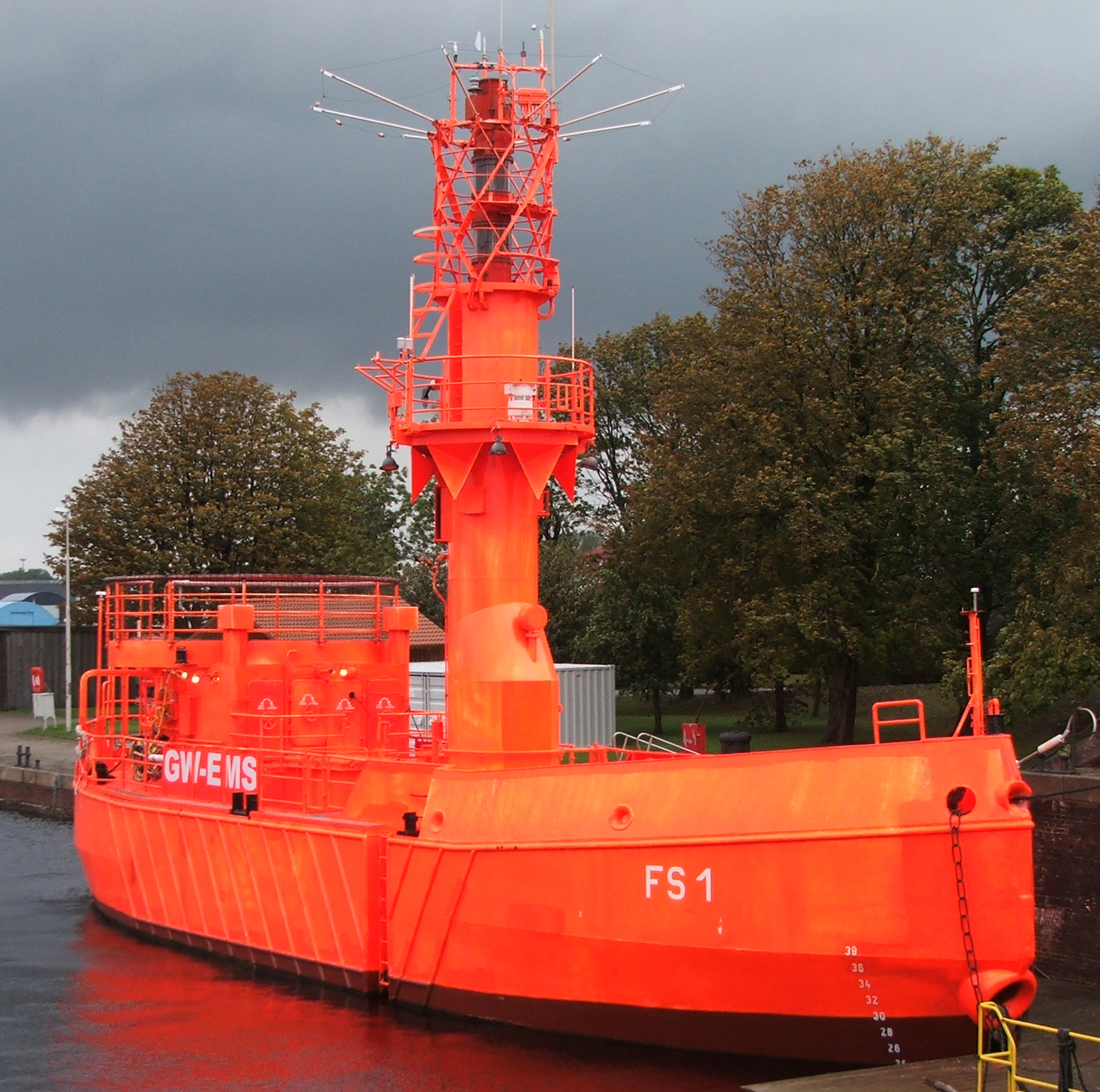
Unbemanntes Feuerschiff mit dem Namen FS1

Unter der Bezeichnung unbemanntes Feuerschiff (UFS) sind drei Feuerschiffe in deutschen Gewässern aktiv. Sie tragen die Namen FS1, FS3 und FS4, werden vom Wasserstraßen- und Schifffahrtsamt Weser-Jade-Nordsee betrieben und umschichtig auf zwei unterschiedlichen Seepositionen eingesetzt.

## Geschichte
1983 wurden die unbemannten Feuerschiffe (UFS) eingeführt. Sie sind formal schwimmende Schifffahrtszeichen, die durch Kennzeichnung der eigenen Position der Schifffahrt als Navigationshilfe dienen.
Um die Kosten für Betrieb und Unterhaltung zu senken, wurden Mitte der 1980er Jahre die letzten bemannten Feuerschiffe durch automatisierte und funkferngesteuerte, unbemannte Feuerschiffe ersetzt. Neben einem Leuchtfeuer befinden sich auf diesen Schiffen auch Messanlagen des Bundesamtes für Seeschifffahrt und Hydrographie.
Das erste deutsche, unbemannte Feuerschiff mit dem Namen FS1 wurde von der Werft C. Lühring in Brake gebaut und am 8. August 1983 in Dienst gestellt. Da das Schiff gute Eigenschaften auch bei starkem Seegang bewies, wurden drei weitere unbemannte Feuerschiffe mit den Namen FS2 (1986), FS3 (1986) und FS4 (1988) gebaut. Alle vier Feuerschiffe waren baugleich, um eine Durchtauschbarkeit auf den Feuerschiffstationen zu ermöglichen. Jedes der vier Schiffe kostete zwischen 3,5 und 4 Millionen DM.
Die Ausliegezeit in der Deutschen Bucht beträgt jeweils ein Jahr, gefolgt von einer mehrmonatigen Aufliegezeit zur Überholung in Wilhelmshaven, da Muschelbewuchs und Eisgang eine regelmäßige Überholung des Rumpfes nötig machen.
Nach der Havarie der FS2 in der Orkannacht zum 4. Dezember 1999 auf der Position „Elbe“ wurde dieses Feuerschiff nicht wieder instand gesetzt und 2005 verschrottet, die Position wird seit Januar 2000 stattdessen durch eine Leuchttonne gekennzeichnet. Die ursprünglich drei Positionen in der Deutschen Bucht sind seitdem auf zwei Positionen reduziert:
1. Auf 54° 10′ 48″ N, 7° 27′ 36″ O die Position „Deutsche Bucht“ („German Bight“, Abk. „G-B“).
2. Auf 54° 10′ 0″ N, 6° 20′ 48″ O die Position „Tiefwasserweg Ems“ („German Bight Western Approach“, Abk. „GW-EMS“).

## Technische Ausstattung

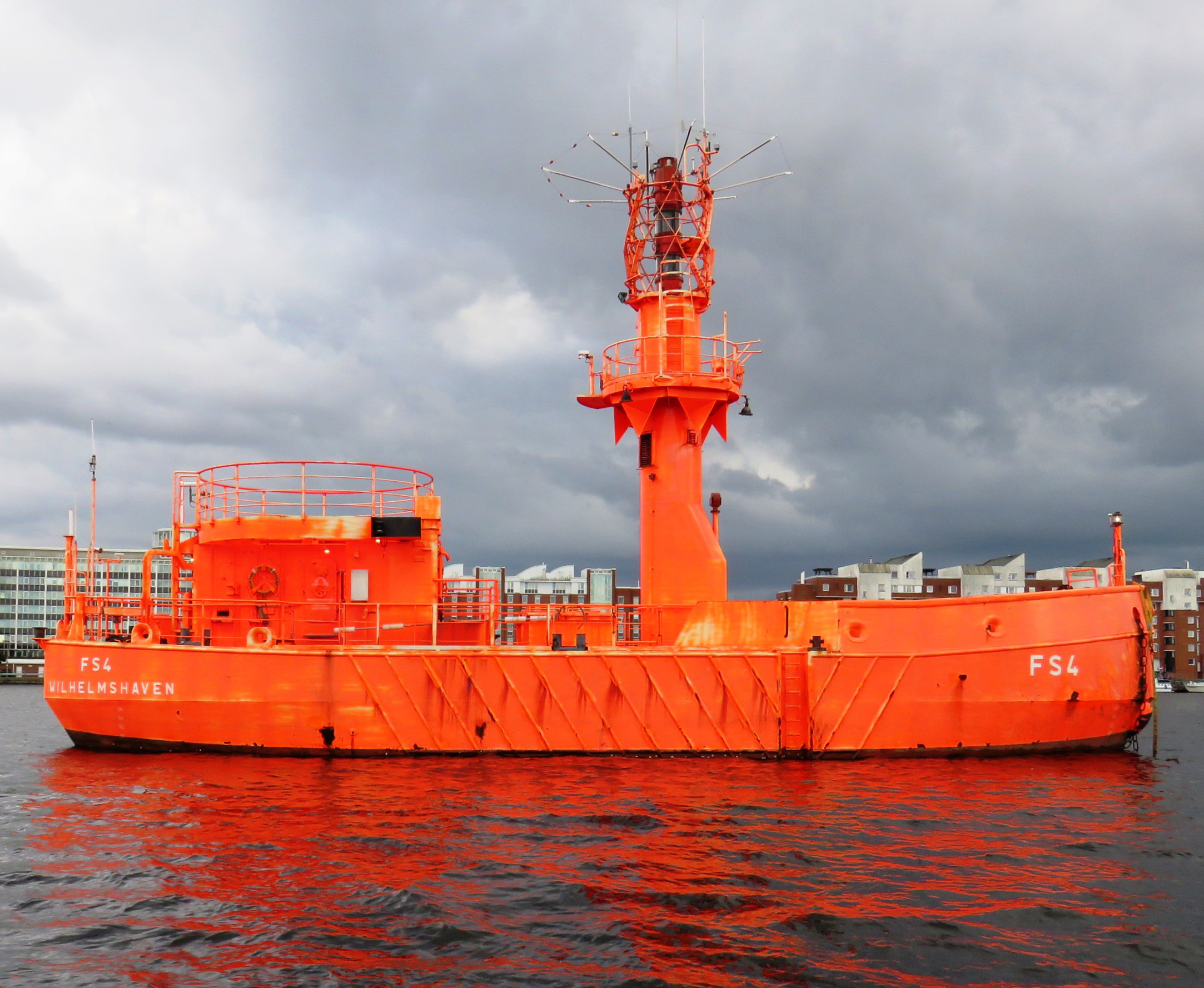
UFS FS4 ohne Seepositionsangabe in Wilhelmshaven

Die jeweils 26,00 m langen Schiffe haben einen Tiefgang von 2,70 m und eine Wasserverdrängung von 172 t. Vertäut werden sie mit einem Pilzanker von 1,8 Tonnen. Zwei Faryman-Viertakt-Dieselmotoren mit jeweils 11 kW Leistung betreiben je einen Drehstromgenerator. Der Treibstoffvorrat beträgt 18 Tonnen und reicht für mindestens 10.000 Betriebsstunden (= 417 Tage). Die Feuerschiffe haben keinen eigenen Antrieb, sondern müssen bei Positionswechsel verschleppt werden.
Der Feuerträger ist im oberen Bereich als Rohr, unten als Oval ausgebildet. 10 m und 12,15 m über Basis sind Plattformen am Feuerträger angebaut. Auf der unteren Plattform sind ein Schallsender und Versuchseinrichtungen des Seewetteramtes installiert. Der Seewetterdienst in Hamburg nutzt die UFS zum automatischen Messen von Windrichtung und -stärke, Lufttemperatur und -feuchtigkeit, Sonnenscheindauer und Niederschlagsmenge. Die Messwerte werden über die für Seezeichenzwecke an Bord vorhandene Fernwirkanlage übertragen.
Auf der oberen Plattform sind eine Doppellaterne mit aufmontierter Radarantwortbake und ein Laternenschutzkorb mit daran befindlicher Ringantenne für Funkfeuer oder Funkbeschickungssender, mit Notlampen und einem Teil der meteorologischen Messeinrichtungen angeordnet. Schiffbrüchige, die sich zu einem UFS gerettet haben, finden einen Unterkunftsraum und eine Seenotrufanlage. Das Deckshaus trägt eine Abseilplattform für Hubschrauber zum Retten von Schiffbrüchigen.
Leuchtfeuer

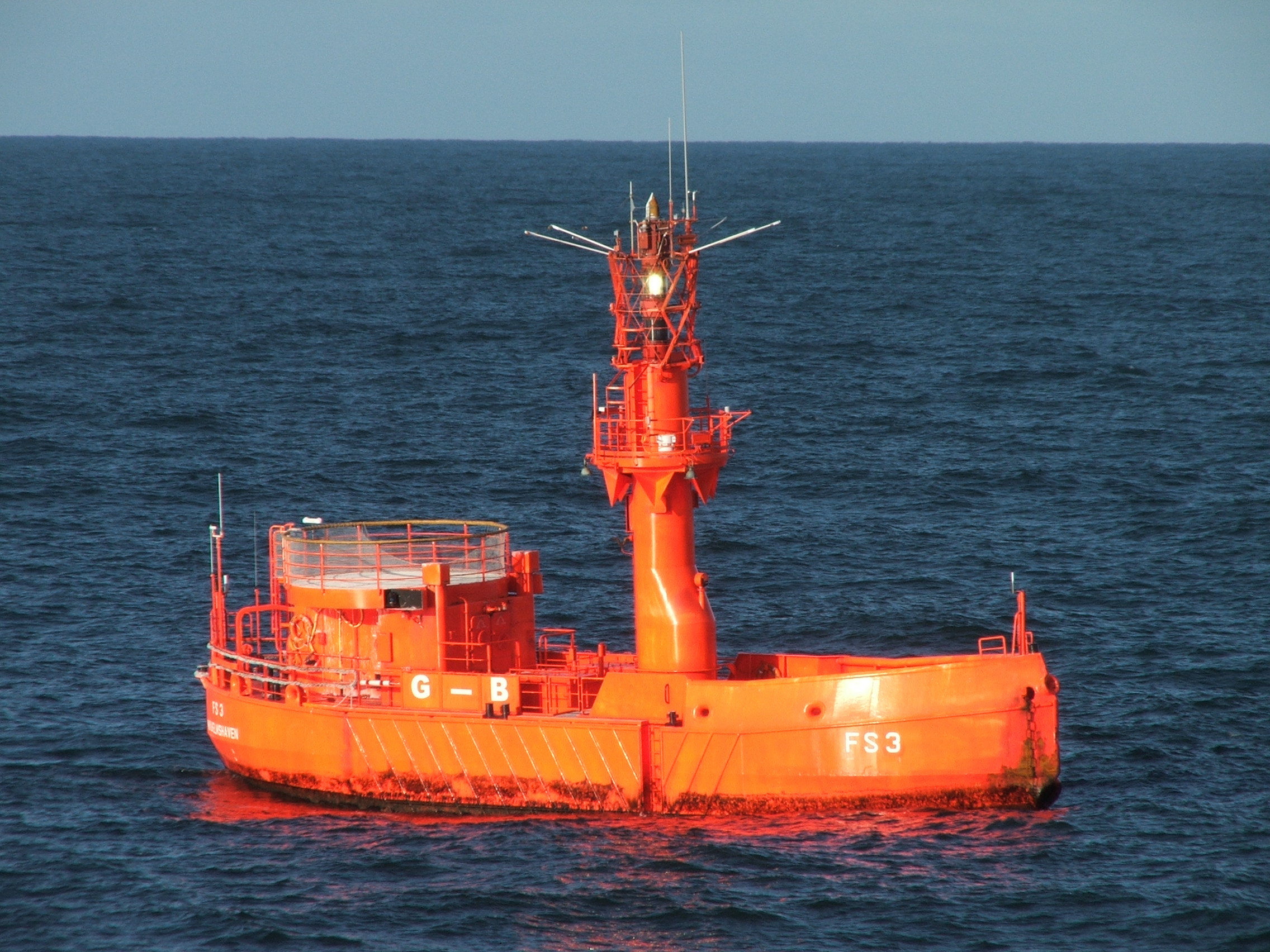
UFS FS3 auf der Seeposition G-B

Neben einem Hauptfeuer verfügen die Schiffe über ein Reservefeuer.
- Kennungserzeuger: Umlaufblende
- Lichtquelle: Halogen-Metalldampflampe
- Leuchte: Gürtellinse, 30 cm ⌀; 40,8 cm hoch (Lichtquelle und Leuchte gedoppelt)
- Wirksame Betriebslichtstärke: 33782 Candela
- Feuerhöhe über Wasser: 14,00 m
- Tragweite: 17 sm (31,5 km)
- Kennung und Wiederkehr:
  - Station „GW/EMS“: Gleichtakt, 8 s
  - Station „GB“ (Deutsche Bucht): Gleichtakt, 8 s